# Premirje 24. junija 1940
Premirje 24. junija 1940 je bilo premirje, ki je končalo boje med Francijo in Fašistično Italijo v bitki za Francijo tega meseca. Podpisano je bilo 24. junija 1940 dopoldne, s tem pa se je končala italijanska invazija na Francijo, ki je bila del bitke za Francijo.      
10. junija 1940 je Italija napovedala vojno Franciji, medtem ko je bila ta že na robu poraza v svoji vojni z Nacistično Nemčijo. Po padcu Pariza 14. junija je francoska vlada prosila za premirje z Nemčijo, kmalu zatem pa še premirje z Italijo, katere vojska pa ni zelo napredovala kot nemška. Zaradi bojazni, da bi se vojna končala preden bi Italija dosegla svoje cilje, je Benito Mussolini ukazal izvesti invazijo na Alpe na francosko-italijanski meji, kar se je zgodilo 21. junija. Premirje med Francijo in Nemčijo je bilo podpisano 22. junija zvečer, vendar je bilo dogovorjeno, da ne bo začelo veljati, dokler Italijani ne bodo podpisali svojega premirja. Ker italijanski vojaki niso napredovali v invaziji, so Italijani opustili svoje glavne cilje vojne in 24. junija podpisali premirje s Francijo. Premirje je začelo veljati zgodaj zjutraj naslednjega dne.